# Eugen Rodominsky
Eugen Rodominsky (Berlín, 8 de març de 1873 - 1929) fou un compositor alemany. Als nou anys començà l'estudi del piano; després cursà en l'Escola de Música Eilenburg de Leipzig, i més tard a Berlín. Ja el 1894 es donà conèixer per la composició Ich weiss e. Herz f. d. ich bete, a la que li seguiren altres moltes, com: Wenn die Rosen sprechen könnten; Du bist m. Traum in stiller Nacht; Als ich Abschied nahm, als ich wiederkam; Lebet wohl ihr schön; o Tage, etc. A més, compongué una marxa triomfal per a cor, amb acompanyament d'orquestra, i, entre d'altres, les peces de concert: La belle Otéro; Valse de Pappillien; Gretchen; Gavotte.